# Terroranschlag in Istanbul am 1. Januar 2017

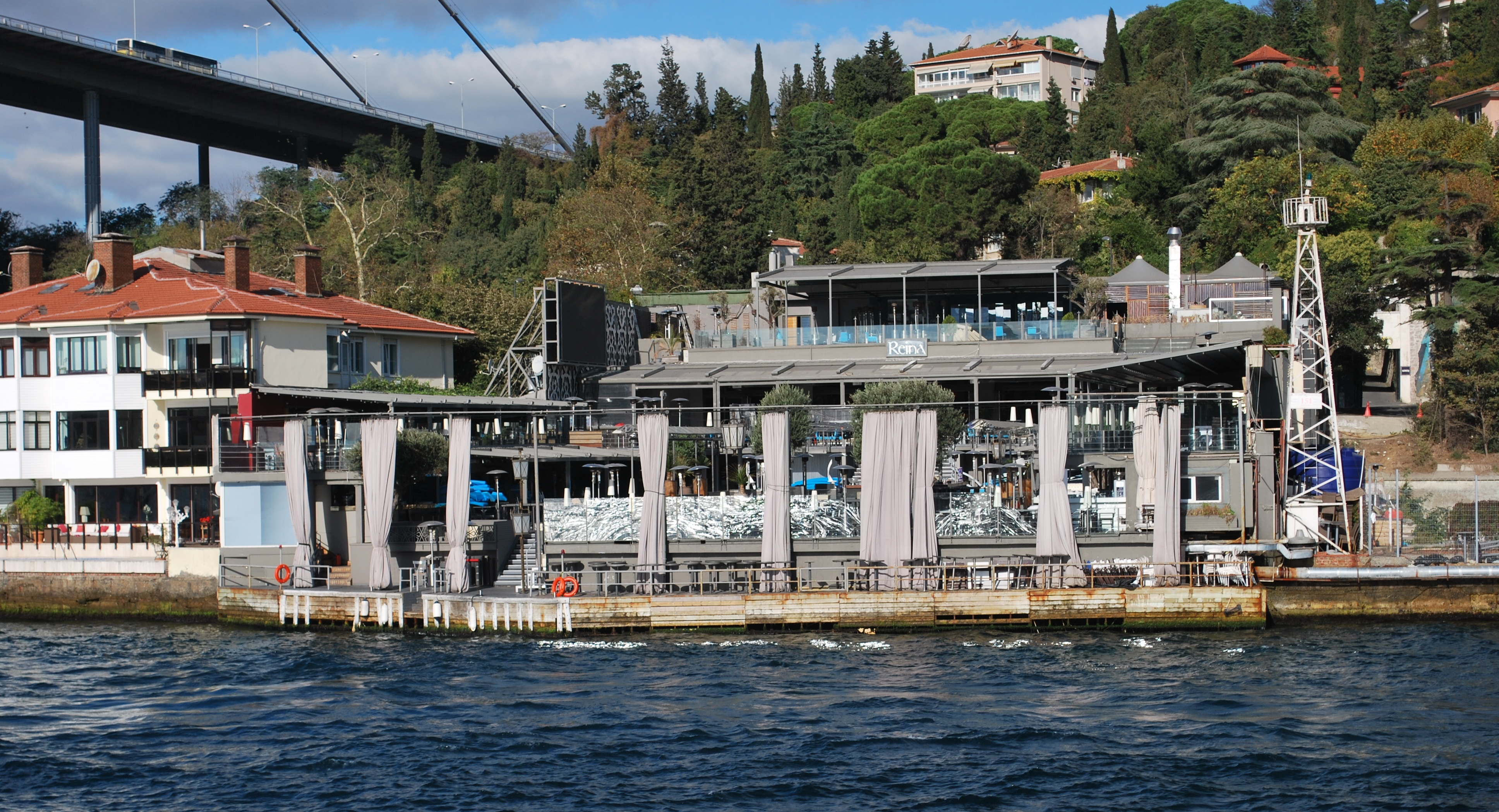
Der Nachtclub Reina, 2012

Beim Terroranschlag in Istanbul am 1. Januar 2017 wurden um etwa 1:15 Uhr Ortszeit (MEZ 23:15 Uhr) 39 Menschen getötet. Der Angriff wurde in dem türkischen Nachtclub Reina in Ortaköy, einem Stadtviertel von Beşiktaş, auf der europäischen Seite von Istanbul, nahe der Brücke der Märtyrer des 15. Juli verübt.

## Tathergang
| Staatsangehörigkeit | Tote | Verletzte |
| ------------------- | ---- | --------- |
| Türkei              | 11   | unbekannt |
| Saudi-Arabien       | 7    | 9         |
| Irak                | 3    | 0         |
| Libanon             | 3    | 7         |
| Jordanien           | 2    | 4         |
| Marokko             | 2    | 3         |
| Indien              | 2    | 0         |
| Tunesien            | 2    | 0         |
| Deutschland         | 1    | 3         |
| Kuwait              | 1    | 5         |
| Libyen              | 1    | 3         |
| Israel              | 1    | 1         |
| Kanada              | 1    | 0         |
| Russland            | 1    | 0         |
| Syrien              | 1    | 0         |
| Frankreich          | 0    | 3         |
| Bulgarien           | 0    | 1         |
| unbekannt           | 0    | 29        |
| Insgesamt           | 39   | 67+       |

Ein bewaffneter Täter drang in den Nachtclub Reina ein, einen der größten und bekanntesten Clubs in Istanbul. Er erschoss am Eingang einen Polizisten und einen Zivilisten und verschaffte sich so Zutritt. In dem Lokal befanden sich 700 bis 800 Besucher, von denen  37 Gäste getötet wurden. Unter den Todesopfern befanden sich zahlreiche Ausländer. Einige Clubbesucher sprangen in den angrenzenden Bosporus und wurden dort von der Polizei gerettet.

## Ermittlungen
Der türkische Innenminister Süleyman Soylu teilte unmittelbar nach dem Anschlag mit, dass man „nach einem Terroristen“ fahnde. Laut Augenzeugen habe der Täter Arabisch gesprochen.
Der Gouverneur von Istanbul Vasip Şahin bestätigte, dass es sich um einen Terroranschlag handele. Der Täter sei mit einer Langwaffe ausgerüstet gewesen. Laut dem türkischen Ministerpräsidenten Binali Yıldırım mischte sich der oder die Täter unter die Flüchtenden und konnte somit zunächst unerkannt entkommen. Am Tatort wurden Fingerabdrücke und der Reisepass des Täters gefunden. Die Polizei von Istanbul nahm seit dem 2. Januar 2017 insgesamt 50 Verdächtige fest.
Am 16. Januar 2017 wurde der mutmaßliche Täter zusammen mit vier weiteren Tatverdächtigen, drei Frauen aus Ägypten, dem Senegal und Somalia sowie einem Iraker, in Istanbul festgenommen. Er soll sich zusammen mit seinem vierjährigen Sohn in einer Wohnung im Stadtteil Esenyurt bei einem Freund versteckt gehalten haben und hatte dort zwei weitere Waffen sowie knapp 200.000 US-Dollar Bargeld griffbereit. Nach Medienberichten der staatlichen Nachrichtenagentur Anadolu Ajansı kommt der Mann aus Usbekistan, ist kirgisischer Abstammung und über Syrien in die Türkei eingereist.
Der Tatverdächtige, der 34-jährige Abdulgadir Mascharipow, war bereits im Januar 2016 unter dem Decknamen Ebu Muhammed Horasani Abdulkavi illegal in die Türkei eingereist und legte am 17. Januar 2017 ein Geständnis ab.

## Hintergründe

### Bekennerschreiben zum Anschlag
Angeblich bekennt sich der Islamische Staat (IS) zum Anschlag auf den Nachtclub. In einer im Internet verbreiteten Erklärung wird ein „Soldat des Kalifats“ als Täter erwähnt.

### Sicherheitslage vor dem Anschlag
2016 hatte es drei IS-Anschläge in Istanbul gegeben: einen am 12. Januar (Tod von zwölf deutschen Touristen), einen IS-Selbstmordanschlag auf einer Istanbuler Einkaufsstraße am 19. März und den Anschlag auf den Istanbuler Flughafen am 28. Juni 2016.
Der Besitzer des Reina, Mehmet Koçarslan, teilte kurz nach dem Anschlag mit, dass amerikanische Geheimdienste auf einen möglichen Anschlag auf seinen Club hingewiesen hätten, worauf verschärfte Sicherheitsvorkehrungen getroffen worden seien. Die US-Botschaft dementierte jedoch eine explizite Anschlagswarnung für das Reina, es seien lediglich allgemeine Warnungen mitgeteilt worden. Der Club Reina liegt rund 100 Meter entfernt von einer Polizeihauptwache.
Wegen der allgemein angespannten Sicherheitslage aufgrund vorheriger Terroranschläge in der Metropole waren laut Medienberichten am Silvesterabend in Istanbul rund 17.000 Polizisten im Einsatz. Die Deutsche Botschaft in der Türkei empfahl Deutschen, „die Teilnahme an öffentlichen Veranstaltungen und Festlichkeiten an Silvester und Neujahr verantwortungsvoll zu prüfen“.

### Silvester in der Türkei
Silvesterfeiern wurden von Mustafa Kemal Atatürk 1932 eingeführt. 1935 wurde der 1. Januar zum Feiertag. Seit den 1990er Jahren wurden mit dem Erstarken des politischen Islam Silvesterfeiern, die auch Elemente des christlichen Weihnachtsfestes aufgenommen haben, mehr und mehr als „unislamischer“ Brauch zurückgedrängt.
Die türkische Religionsbehörde hatte für den Freitag vor Silvester den von ihr kontrollierten Moscheen eine Predigt vorgegeben, in der Silvesterfeiern als unislamische Sünde dargestellt wurden. Die Zeitung Millî Gazete hatte beispielsweise getitelt: „Dieser Tag ist der letzte Tag. Diese Warnung ist die letzte Warnung! Feier nicht!“. Regierungskritiker beschuldigten die Religionsbehörde und diese Zeitungen, zu dem Attentat angestachelt zu haben. Verschiedene türkische Organisationen erstatteten Strafanzeige gegen Mehmet Görmez, den Leiter der staatlichen Religionsbehörde. Görmez verurteilte am 1. Januar 2017 den Terrorakt und mutmaßte, dass dieser Aufruhr zwischen Menschen mit verschiedenen Lebensstilen stiften sollte.

### Vorherige Terroranschläge in der Türkei
In der Türkei gab es 2016 insgesamt 20 Anschläge, die als terroristisch eingestuft wurden. Unter anderem wurden am 10. Dezember 2016, ebenfalls in Beşiktaş, bei einem Bombenanschlag in der Umgebung der Vodafone Arena 44 Menschen getötet.

## Einsatz vom 6. April 2017
Beim Versuch ihn festzunehmen, töteten amerikanische Spezialeinheiten am 6. April 2017 einen Mann mit dem Decknamen Abdurakhmon Uzbeki, einen aus Tadschikistan stammenden IS-Funktionär und Vertrauten von IS-Chef al-Baghdadi auf der Straße zwischen al-Mayadin und ar-Raqqa in Syrien. Er gilt als einer der Planer des Anschlages vom 1. Januar.

## Reaktionen

### National
Regierung
- Das türkische Rundfunk- und Medienamt RTÜK sowie das Ministerpräsidentenamt verhängten eine Nachrichtensperre.[32]
- Der türkische Staatspräsident Recep Tayyip Erdoğan erklärte nach der Tat, dass er den Terrorismus bis zum Ende bekämpfen werde.[33]
- Der türkische Justizminister Bekir Bozdağ: „Das ist ein hinterhältiger und verräterischer Terroranschlag gegen unsere Türkei, unseren Frieden, unsere Einheit, unsere Brüderlichkeit und gegen uns alle.“ Der Kampf gegen den Terror werde „entschlossen“ weitergeführt.[34]
- Der Diyanet-Chef Mehmet Görmez: „Es macht keinen Unterschied, ob diese barbarische Tat in einem Basar oder in einem Gotteshaus oder an einem Ort der Unterhaltung ausgeführt wurde. Ich verurteile die Terroristen scharf, die dieses Massaker ausgeführt haben, das kein muslimisches Gewissen akzeptieren kann.“[35]

Opposition
- Der türkische Oppositionsführer und CHP-Vorsitzende Kemal Kılıçdaroğlu: „Der Grund für diese Situation ist, dass es der Regierung an einer rationalen, wissenschaftlichen, nachhaltigen und nationalen Anti-Terror-Politik fehlt.“[36]

(Anmerkung: seit dem Putschversuch in der Türkei Mitte Juli 2016 hat die türkische Regierung die Opposition weitgehend mundtot gemacht. Viele Abgeordnete, Politiker, Journalisten und andere sitzen in Gefängnissen.)
Sonstige Reaktionen
- Reina-Eigentümer und Unternehmer Mehmet Koçarslan äußerte, er sehe im Terrorismus einen Angriff auf die türkische Wirtschaft und den Tourismus.[37]

### International
Russland
- Der russische Präsident Wladimir Putin: „Es ist unsere Pflicht, entschlossen Widerstand gegen die terroristische Aggression zu leisten. Es ist schwer, sich ein zynischeres Verbrechen vorzustellen als den Mord an Zivilisten auf dem Höhepunkt des Neujahrsfestes.“[38]

Vereinigte Staaten
- US-Präsident Barack Obama zeigte sich bestürzt und sprach den Opfern sein Beileid aus.[39]
- Der Sprecher des National Security Council, Ned Price, teilte mit, dass die USA ihren NATO-Partner Türkei unterstützen, im Kampf gegen den Terrorismus.[40]

Deutschland
- Bundeskanzlerin Angela Merkel: „Wieder haben Terroristen in Ihrem Land zugeschlagen. In Istanbul haben sie einen menschenverachtenden, hinterhältigen Anschlag auf Menschen verübt, die gemeinsam den Jahreswechsel feiern wollten. Ich verurteile diesen Anschlag und übermittle Ihnen mein Beileid. Meine Gedanken sind heute Morgen bei den Opfern, ihren Familien und Freunden.“[41]
- Das Brandenburger Tor in Berlin erstrahlte am Abend des 2. Januar in den Farben der türkischen Flagge.[42]

Europäische Union
- EU-Parlamentspräsident Martin Schulz: „Das hätte eine Nacht des Feierns sein müssen. Terroristen haben dies in eine Nacht der Gewalt, des Todes und Hoffnungslosigkeit verwandelt.“

Vereinte Nationen
- António Guterres, der Generalsekretär der Vereinten Nationen, verurteilt den verabscheuungswürdigen Terroranschlag und hofft, dass die Organisatoren und Verantwortlichen dieser abscheulichen Tat schnell identifiziert und vor Gericht gebracht werden. Auch drückte er sein tiefes Beileid für die Familien der Opfer aus und seine Solidarität mit der Regierung und dem Volk der Republik Türkei und der Länder, deren Staatsangehörige betroffen sind.[43]

China
- Chinas Staatspräsident Xi Jinping bekundete Staatspräsident Erdogan seine Anteilnahme für die Opfer. Er verurteilte den Anschlag gegen Zivilisten aufs Schärfste und äußerte, China wolle gemeinsam mit der Türkei und der internationalen Gemeinschaft den Terrorismus bekämpfen, um den Frieden und die Stabilität auf der Welt sowie in der betroffenen Region zu wahren.[44]

Indien
- Die indische Außenministerin Sushma Swaraj twitterte die „schlechte Nachricht“, dass sich unter den zwei indischen Opfern Abis Rizvi befindet, ein bekannter Bollywood-Regisseur, Unternehmer und Sohn eines Ex-Rajya-Sabha-Mitgliedes.[45]

Frankreich
- Der französische Außenminister Jean-Marc Ayrault teilte mit: „Frankreich bekräftigt sein Engagement, an der Seite der Türkei und allen Mitgliedern der internationalen Koalition im Kampf gegen den Terrorismus“.[46]
- Der französische Präsident François Hollande, der am 2. Januar 2017 in den Irak reiste, ließ in einer Erklärung mitteilen: „Der Präsident verurteilt den Terroranschlag […] und Frankreich bekundet seine Solidarität mit der Türkei in diesem Fall und mit seinen Verbündeten auch weiterhin den gnadenlosen Kampf gegen diese Geißel.“[47]